# Adonisea lynx
Adonisea lynx är en fjärilsart som beskrevs av Achille Guenée 1852. Adonisea lynx ingår i släktet Adonisea och familjen nattflyn. Inga underarter finns listade i Catalogue of Life.